# Торбеке, Йохан Рудольф
Йохан Рудольф Торбеке (нидерл. Johan Rudolf Thorbeke; 15 января 1798, Зволле — 4 июня 1872, Гаага) — нидерландский государственный деятель, учёный, либерал, один из самых известных голландских политических деятелей XIX столетия.

## Биография
После окончания в 1820 году Лейденского университета, где он изучал древнюю филологию, Й. Р. Торбеке до 1824 года продолжает обучение в Германии, в Гёттингенском университете, где публикует философско-историческую работу «О сущности и органическом характере истории», затем работает приват-доцентом по истории в Гёттингене и Гиссене.
В 1825 году приезжает в Гент, входивший вместе со всей Бельгией тогда в состав Нидерландского королевства, и получает в местном университете кафедру профессора политических наук.
После Бельгийской революции 1830 года перебирается в Лейден, где в 1831 году становится профессором юриспруденции.
Политическая и государственная деятельность Й. Р. Торбеке неразрывно связана с Либеральной партией, которую он в 1840 году возглавил. В 1840—1849 и в 1853—1862 годах он избирается в Генеральные штаты от этой партии, и в 1848 году, по его запросу парламентом принимается закон, ограничивающий королевскую власть парламентской.
В течение трёх периодов (1849—1853, 1862—1866 и 1871—1872 годов) он возглавлял правительство Нидерландов. Важнейшими из принятых в годы его правления законов были изменение избирательного законодательства; разрешение создания в стране католических епископств, что вызвало недовольство части протестантского населения; отмена рабства в Голландской Вест-Индии (1862 год); введение парламентского контроля над управлением Голландской Ост-Индией (ныне Индонезия) в 1864 году, уменьшение таможенных налогов в 1862 году. Заслугой Й. Р. Торбеке как государственного деятеля несомненно является то, что он сумел своими реформами превратить Нидерланды в современное, либеральное государство.
По воспоминаниям современников, Й. Р. Торбеке обладал честным, строгим и прямым характером, что не раз приводило к столкновениям между ним и королями Виллемом II и, в особенности, с Виллемом III.

## Сочинения
- «Bedenkingen aangaande het regt en den Staat. Naar aanleiding van Mr. J.Kinker´s Brieven over het Naturregt», Amsterdam 1825
- «Aanteekening op de grondwet», 2 uitg., di.1-2, ´s-Gravenhage 1906.